# François-Henri de Montmorency, vévoda lucemburský
François Henri de Montmorency, vévoda z Piney, nazývaný Luxembourg (8. ledna 1628, Paříž – 4. ledna 1695, Versailles) byl francouzský generál, Maršál Francie, slavný jako kamarád a vojenský nástupce Velkého Condé.

## Raná léta
François Henri de Montmorency se narodil v Paříži. Jeho otec, hrabě z Bouteville, byl popraven šest měsíců před jeho narozením za účast na souboji proti markýzu z Beuvron. Ujala se ho jeho teta, Charlotte Marguerite de Montmorency, princesse de Condé, a vychovávala jej jako vlastního společně se svým synem vévodou z Enghien. Mladý Montmorency (nebo Bouteville, jak býval tehdy nazýván) se připojil ke svému bratranci a sdílel jeho úspěchy i neúspěchy během období Frondy. Do Francie se vrátil roku 1659 a byl pardonován a Condé, tehdy velmi blízký vévodkyni z Châtillonu, Montmorencyho sestře, intrikánce Isabelle-Angélique de Montmorency (byl její obdivovatel a milenec a společně tehdy vedli nejsilnější šlechtické uskupení protivící se králi a kardinálovi Mazarinovi), zaranžoval sňatek svého příznivce a bratrance s nejbohatší dědičkou Francie, Madeleine Lucemburskou, princeznou z Tingry a dědičkou vévodství Piney (1661), jehož majitelé byli někdy také tradičně zváni vévody lucemburskými a titul byl spojen s postavením paira Francie, kterého tím dosáhl i její nastávající manžel.

## Luxembourg jako generál

### Devoluční válka a francouzsko-nizozemská válka
Na počátku devoluční války (1667–68) sice Condé, a tudíž ani Luxembourg, nebyli ve velení, ale během druhého tažení sloužil jako Condého generálporučík při dobývání Franche-Comté. Během následujících čtyř mírových let si Luxembourg pěstoval oblibu u ministra Louvoise a v roce 1672 obdržel za francouzsko-nizozemské války vrchní velení sboru útočícího přímo na Holanďany. Porazil protiútok podniknutý silami Viléma III. Oranžského u Woerdenu, ale jeho další postup byl zablokován holandskou vodní linií. Sice 27. prosince zaplavené plochy zamrzly a Luxembourg zahájil jejich překračování po ledě, ale náhlé tání odřízlo jeho síly právě v polovině. Když Luxembourg ustupoval, zjistil, že pevnostní město Bodegraven bylo opuštěno svou posádkou a nařídil všechno civilní obyvatelstvo nechat zaživa spálit se svými domy. Holandská protifrancouzská propaganda tohoto masakru rychle využila. Když se pak Luxembourg chvástal před Ludvíkem XIV., že nechal urožnit každého Holanďana, kterého mohl najít ve městě, byl překvapen, když se na dvoře našli i takoví, kteří nepovažovali tyto krutosti za nutné. V roce 1673 provedl slavný ústup z Utrechtu do Maastrichtu s pouhými 20 000 muži čelícími 70 000 nepřátelům. Tento husarský kousek mu zajistil místo mezi nejvyšší generalitou.
Roku 1674 byl jmenován kapitánem Garde du Corps a roku 1675 maršálem Francie. V roce 1676 byl umístěn do čela rýnské armády, ale nezvládl udržet vévodu lotrinského mimo Philipsburg. V roce 1677 ztekl Valenciennes a roku 1678 porazil Prince Oranžského, který na něj zaútočil u St. Denis těsně po podpisu míru v Nijmegen. V tu dobu byla jeho reputace velice silná a bývá zmiňováno, že se pohádal s Louvoisem, který zařídil, aby byl zatažen do "jedové aféry" a nechal jej poslat do Bastilly. Rousset ve své Histoire de Louvois ukázal, že tato roztržka je pravděpodobně smyšlená. Luxembourg však nepochybně strávil několik měsíců roku 1680 v Bastille, ale po svém propuštění převzal zpět svůj post u dvora jako capitaine des gardes.

### Devítiletá válka 1688-97
K roku 1690, během války Velké Aliance, byl Luxembourg pověřen velením vojsk krále Ludvíka ve Španělském Nizozemí, kde nahradil Louise de Crevanta, vévodu z Humières. Již 1. července 1690 dosáhl velkolepého vítězství nad Vilémovým spojeneckým velitelem, knížetem z Waldecku u Fleurus. V následujícím roce byl opět vítězný v bitvě u Leuze (18. září 1691).
V dalším tažení kryl královo obléhání Namuru a porazil Viléma v bitvě u Steenkerque roku 1692 a 29. července 1693 dosáhl svého největšího vítězství nad svým starým adversary u Neerwinden, po němž byl nazýván le tapissier de Nôtre Dame díky vysokému počtu dobytých praporců, které poslal do catedrály. V Paříži byl přijat s entusiasmem opde všech až na krále, který se na něj díval chladně jako na příbuzného a příznivce rodu Condé. St-Simon popisuje v prvním svazku svých Memoárů, jak, místo aby užíval hodnost osmnáctého paira Francie podle svého patentu z roku 1661, si raději nárokoval skrze svou manželku titul vévody de Piney podle starého uspořádání z roku 1571, což jej stavělo jako druhého do pořadí. Tato záležitost je popisována s obvyklým St-Simonovým zájmem o pairství a především byla zaznamenána díky jeho pečlivosti.
Za tažení roku 1694 toho maršál Luxembourg ve Flandrech mnoho neprovedl krom toho, že vedl slavný pochod z Vignamontu do Tournay tváří v tvář nepříteli.

## Smrt
Při svém návratu do Versailles na zimu onemocněl a zemřel. Ve svých posledních okamžicích byl navštíven slavným jezuitským knězem Bourdalouem, který k jeho smrti poznamenal, „Nežil jsem jeho život, ale přál bych si umřít stejnou smrtí.“ Luxembourgova morálka byla hrozná i na jeho dobu, ale jako generál byl nejlepším Condéovým žákem. Ač byl při strategickém vedení tažení podobně jako Condé spíše lenivý, v okamžiku bitevního to vypadalo, že se jej zmocňují nejšťastnější nápady, proti kterým nemohla stačit ani Vilémova vášeň a nadšení, ani stálost a výdrž nizozemských a anglických vojáků. Jeho smrt a Catinatovo upadnutí do nemilosti uzavíralo druhé období vojenské historie za vlády Ludvíka XIV. Jak Catinat, tak Luxembourg, ač oba méně schopní než Condé a Turenne, byli svými vojenskými dovednostmi výrazně nadřazení Tallardovi a Villeroiovi. Vyznačoval se pronikavým důvtipem a pohotovostí. Jedno z jeho sžíravě jízlivých odseknutí odkazuje k deformitě jeho těla. „Nikdy nemohu porazit toho proklatého hrbáče“, se říká, že o něm prohlásil Vilém Oranžský. „Jak ví, že mám hrb?“ vrátil mu maršál Luxembourg i s úroky, „vždyť nikdy má záda vidět nemohl.“ Zanechal po sobě čtyři syny, z nichž nejmladší se stál též maršálem Francie, známý jako Marechal de Montmorency.

## Sňatek a děti
François-Henri de Montmorency se oženil 17. března 1661 s Madeleine de Clermont-Tonnerre, vévodkyní lucemburskou, princeznou z Tingry, komtesou z Ligny, baronesou z Dangu a spolu měli 5 dětí:
- Charles Frédéric de Montmorency-Luxembourg (1662–1726), vévoda Piney-Luxembourg, otec Charlese II. Frédérica (1702–1764) maršála Francie (1757) ;
- Pierre Henri de Montmorency-Luxembourg (1663–1700), opat kláštera Saint-Michel d'Orcamp;
- Paul Sigismond de Montmorency-Luxembourg (1664-?), vévoda z Châtillonu, hrabě de Luxe a baron d'Apremont;
- Angelique Cunegonde de Montmorency-Luxembourg (1666–1736), mademoiselle de Luxembourg; vdaná za Ludvíka Jindřicha Bourbonského, nelegitimního syna Ludvíka Bourbonského, s nímž měla dva potomky;
- Christian Louis de Montmorency-Luxembourg (1675–1746), princ z Tingry, hrabě de Luxe, pair Francie, maršál Francie (1734).